# Louis Piazzoli
Louis Marie Piazzoli PIME (chinesisch 和 / 安西滿, * 12. Mai 1845 in Nese; † 26. Dezember 1904 in Mailand) war ein italienischer Geistlicher.
Piazzoli wurde am 1. November 1868 zum Priester für das Päpstliche Institut für die auswärtigen Missionen geweiht.
Papst Leo XIII. ernannte ihn am 11. Januar zum Apostolischen Vikar von Hongkong und Titularbistum von Clazomenae. Am 19. Mai 1895 weihte Francesco Pozzi, PIME, Bischof von Krishnagar, ihn in Hongkong zum Bischof. Mitkonsekratoren waren Augustin Chausse, MEP, Apostolischer Präfekt von Kouangtong, und José Terrés, Apostolischer Vikar von Ost-Tonking.